# Podalonia caerulea
Podalonia caerulea är en biart som beskrevs av Murray 1940. Podalonia caerulea ingår i släktet Podalonia och familjen grävsteklar. Inga underarter finns listade i Catalogue of Life.